# كعب بن أسد القرظي
كعب بن أسد القرظي سيد بني قريظة. كان سيد قومه وحليف الأوس من الأنصار قبل قدوم النبي محمد إلى المدينة. لما وصل الرسول المدينة عقد بينه وبين الرسول ميثاق حلف وأمان بين المسلمين وبني قريظة. لكنه تحالف مع حيي بن أخطب ونقض العهد مع الرسول ما تسبب في وقوع غزوة بني قريظة سنة 5 هـ. أدت المعركة لمقتله ومقتل رجال بني قريظة.

## غزوة بني قريظة

### الأسباب
خرج حيي بن أخطب النضري، حتى أتى كعب بن أسد القرظي صاحب عقد بني قريظة وعهدهم مع النبي محمد، لما سمع كعب حيي بن أخطب فأغلق دونه باب حصنه، فاستأذن عليه فأبى أن يفتح له، فناداه حيي: ويحك يا كعب افتح لي، قال: ويحك يا حيي إنك امرؤ مشؤوم وإني قد عاهدت محمدا، فلست بناقض ما بيني وبينه، ولم أر منه إلا وفاء وصدقا، قال: ويحك افتح لي أكلمك، قال: ما أنا بفاعل، قال: والله إن أغلقت دوني إلا عن جشيشتك أن آكل معك منها فأحفظ الرجل، ففتح له، فقال: ويحك يا كعب جئتك بعز الدهر وببحر طام، جئتك بقريش على قادتها وسادتها، حتى أنزلتهم بمجتمع الأسيال من رومة، وبغطفان على قادتها وسادتها حتى أنزلتهم بذنب نقمى إلى جانب أحد، قد عاهدوني على أن لا يبرحوا حتى نستأصل محمدا ومن معه. قال فقال له كعب: جئتني والله بِذُلِّ الدهر وبجهام قد هراق ماءه، فهو يرعد ويبرق ليس فيه شيء، ويحك يا حيي، فدعني وما أنا عليه فإني لم أر من محمد إلا صدقا ووفاء. فلم يزل حيي بكعب يفتله في الذروة والغارب، حتى سمح له على أن أعطاه عهدا من الله وميثاقا: لئن رجعت قريش وغطفان، ولم يصيبوا محمدا أن أدخل معك في حصنك حتى يصيبني ما أصابك. فنقض كعب بن أسد عهده مع النبي.

### المعركة
لما انتهى الرسول من غزوة الخندق، أتاه جبريل فقال: إن الله عز وجل يأمرك يا محمد بالمسير إلى بني قريظة، فإني عامد إليهم فمزلزل بهم. فأمر الرسول مؤذنًا فأذن في الناس: من كان سامعا مطيعا فلا يصلين العصر إلا ببني قريظة. واستعمل الرسول على المدينة ابن أم مكتوم. قدم الرسول علي بن أبي طالب برايته إلى بني قريظة، فسار على بن أبي طالب حتى إذا دنا من الحصون سمع منها مقالة قبيحة لرسول الله ، فرجع حتى لقي الرسول بالطريق فقال : يا رسول الله لا عليك أن لا تدنو من هؤلاء الأخابث، قال: لم أظنك سمعت منهم لي أذى ، قال: نعم، قال: لو رأوني لم يقولوا من ذلك شيئا. فلما دنا الرسول من حصونهم قال: يا إخوان القردة هل أخزاكم الله وأنزل بكم نقمته، قالوا: يا أبا القاسم ما كنت جهولا. وحاصرهم الرسول خمسًا وعشرين ليلة، حتى جهدهم الحصار، وقد كان حيي بن أخطب دخل مع بني قريظة في حصنهم، حين رجعت عنهم قريش وغطفان، وفاء لكعب بن أسد بما كان عاهده عليه.
فلما أيقنوا بأن الرسول الله غير منصرف عنهم حتى يناجزهم قال كعب بن أسد لهم: يا معشر يهود قد نزل بكم من الأمر ما ترون، وإني عارض عليكم خلالا ثلاثا، فخذوا أيها شئتم، قالوا: وما هي، قال: نتابع هذا الرجل ونصدقه، فوالله لقد تبين لكم أنه لنبي مرسل، وأنه للذي تجدونه في كتابكم، فتأمنون على دمائكم وأموالكم وأبنائكم ونسائكم، قالوا: لا نفارق حكم التوارة أبدا ولا نستبدل به غيره. قال: فإذا أبيتم عليّ هذه، فهلم فلنقتل أبناءنا ونساءنا، ثم نخرج إلى محمد وأصحابه رجالا مُصلتين السيوف، لم نترك وراءنا ثقلا حتى يحكم الله بيننا وبين محمد، فإن نهلك نهلك ولم نترك وراءانا نسلا نخشى عليه، وإن نظهر فلعمري لنجدن النساء والأبناء، قالوا: نقتل هؤلاء المساكين فما خير العيش بعدهم. قال: فإن أبيتم عليّ هذه، فإن الليلة ليلة السبت، وإنه عسى أن يكون محمد وأصحابه قد أمنونا فيها، فانزلوا لعلنا نُصيب من محمد وأصحابه غرة، قالوا: نفسد سبتنا علينا ونحُدث فيه ما لم يحدث مَنْ كان قبلنا إلا من قد علمت، فأصابه ما لم يخف عليك من المسخ ، قال: ما بات رجل منكم منذ ولدته أمه ليلة واحدة من الدهر حازما.
فلما أصبحوا نزلوا على حكم الرسول، فتواثبت الأوس فقالوا: يا رسول الله إنهم موالينا دون الخزرج، وقد فعلت في موالي إخواننا بالأمس ما قد علمت، فلما كلمته الأوس قال الرسول: ألا ترضون يا معشر الأوس أن يحكم فيهم رجل منكم ، قالوا: بلى قال: فذاك إلى سعد بن معاذ. فلما حكَّمه الرسول في بني قريظة، أتاه قومه فحملوه على حمار قد وطَّئوا له بوسادة من أدم، ثم أقبلوا معه إلى الرسول، وهم يقولون : يا أبا عمرو أحسن في مواليك فإن الرسول إنما ولاك ذلك لتحسن فيهم، فلما أكثروا عليه قال: لقد أَنى لسعد أن لا تأخذه في الله لومة لائم. فلما انتهى سعد إلى الرسول، فقال سعد بن معاذ: عليكم بذلك عهد الله وميثاقه أنّ الحكم فيهم لمَا حكمت، قالوا: نعم وعلى من هاهنا في الناحية التي فيها الرسول، فقال سعد: فإني أحكم فيهم أن تُقتل الرجال، وتقسم الأموال، وتُسبى الذراري والنساء.
قال ابن إسحاق: ثم استنزلوا، فحبسهم الرسول بالمدينة في دار بنت الحارث امرأة من بني النجار، ثم خرج الرسول إلى سوق المدينة، التي هي سوقها اليوم، فخندق بها خنادق، ثم بعث إليهم فضرب أعناقهم في تلك الخنادق، يخرج بهم إليه أرسالا، وفيهم حيي بن أخطب وكعب بن أسد رأس قومه، وهم ستمائة أو سبعمائة، والمكثِّر لهم يقول : كانوا بين الثمانمائة والتسعمائة. وقد قالوا لكعب بن أسد وهم يُذهب بهم إلى الرسول أرسالا: يا كعب ما تراه يصنع بنا، قال: أفي كل موطن لا تعقلون ألا ترون الداعي لا ينزع، وأنه من ذُهب به منكم لا يرجع، هو والله القتل، فلم يزل ذلك الدأب حتى فرغ منهم الرسول.